# Гробље кућних љубимаца (филм из 2019)
Гробље кућних љубимаца (енгл. Pet Sematary) је амерички хорор филм из 2019. године од режисера Кевина Колша и Дениса Видмајера, са Џејсоном Кларком, Џоном Литгоуом и Ејми Сејмец у главним улогама. Представља другу филмску адаптацију истоименог романа Стивена Кинга из 1983. године, након филма из 1989. године.
Премијерно је приказан на South by Southwest фестивалу 16. марта 2019, док је у биоскопима САД премијерно реализован 5. априла исте године. Укупна зарада од филма се процењује на нешто више од 113 милиона $, што га у поређењу са цифром од 21 милиона $, колико је износио продукцијски буџет, чини и те како успешним у том сегменту.
Добио је претежно помешане критике, и боље је прихваћен од стране филмских критичара, који су похвалили мрачни тон, атмосферу филма и наступе главних глумаца, док су највише замерили на спором темпу филма и превеликом ослањању на џамп скер сцене. Многобројни критичари и публика су имали подељено мишљење око промена између књиге и филма, мада су га многи окарактерисали као знатно бољу адаптацију од филма из 1989. године.

## Радња
Породица Крид започиње нови живот у прелепој кући у округу Мејн, малом, руралном месту. Кућа из снова окружена је шумом и налази се надомак од ауто-пута са којег се пролама звук камиона који свакодневно пролазе релативно напуштеним друмом. Четворочлана породица, коју чине отац и мајка са своје двоје деце, и њихов мачак Черч (име је добио по Винстону Черчилу) се убрзо усељава у своју нову кућу из снова. Рејчел Крид још увек вуче за собом трауме из детињства због смрти своје сестре коју је неговала пре него што је трагично настрадала, њен супруг Луис као и сваки просечни лекар се налази у вртлогу смртних исхода својих пацијената, али после тагедије са младићем који је стигао у операциону салу без пола лица ноћима га прогања у кошмарима, шаљући му упозорења о гробљу кућних љубимаца које се налази у близини њихове нове куће. Са друге стране ту су њихова старија кћерка Ели и малени Гејџ, који немају значајнијих животних проблема, осим Елине заинтересованости за оближње гробље и необичан ритуал сахрањивања животиња у којем поворка деце са маскама кућних љубимаца марширају уз пратњу посмртног марша.
Након што мачка Черча, којег је њихова кћерка јако волелеа, трагично прегази камион, Луис и Рејчел немају храбрости да кажу Ели шта се заправо десило јер знају да би јој то сломило срце, па Луис одлучује да ствар преузме у своје руке и сахрани мачка на оближње гробље, док ће Ели да саопшти да је Черч побегао и да га нису успели наћи. Луис у пратњи свог првог комшије Џада одлази на гробље кућних љубимаца како би сахранио Черча, али Џад га уместо на гробље одводи на неко друго место на којем се сахрањени могу поново вратити у живот, али проблем је у томе што њихов повратак не долази без последица...

## Улоге
| Глумац                 | Улога                       |
| ---------------------- | --------------------------- |
| Џејсон Кларк           | Луис Крид                   |
| Џон Литгоу             | Џад Крандал                 |
| Ејми Сејмец            | Рејчел Крид                 |
| Џет Лоренс             | Ели Крид                    |
| Лукас Лавоа Хуго Лавоа | Гејџ Крид                   |
| Обса Ахмед             | Виктор Пасков               |
| Сонија Марија          | Рејчел Крид (као девојчица) |
| Алиса Брук Левин       | Зелда Голдман               |
| Сузи Стингл            | Норма Крандал               |